# Список прем'єр-міністрів Болгарії
Прем'єр-міністр Болгарії (болг. Министър-председател на България) — глава уряду Болгарії.
Прем'єр-міністр обирається та звільняється з посади рішенням Народних зборів. Збори також вносять зміни до складу уряду за поданням прем'єр-міністра.
Уряд Болгарії складається власне з прем'єр-міністра, віцепрем'єрів та міністрів. Прем'єр-міністр спрямовує та координує загальну політику уряду й несе за це відповідальність. Він призначає та звільняє від посад заступників міністрів. Міністри очолюють міністерства, окрім випадків, коли Народні збори не вирішать інакше, і несуть відповідальність за діяльність підпорядкованих їм міністерств.

## Болгарське князівство (1878–1908)
Болгарське князівство існувало з 1878 року (після здобуття автономії від Османської імперії) до проголошення незалежності 1908 року. Главою держави був князь. У 1878–1885 роках при владі була династія Баттенбергів, а потім представники Саксен-Кобург-Готської династії. 22 вересня 1908 року князь Фердинанд I Кобург проголосив себе царем.
Представництво за політичними партіями:
| Консервативна партія | Ліберальна партія | Російські військовики | Народно-ліберальна партія | Народна партія | Ліберальна партія (Радославіст) | Безпартійні | Прогресивна ліберальна партія | Демократична партія |

| #                                     | Фото | Прізвище                                | Початок повноважень | Завершення повноважень | Партія                        | Примітки          |
| ------------------------------------- | ---- | --------------------------------------- | ------------------- | ---------------------- | ----------------------------- | ----------------- |
| Голова Ради міністрів 1879—1908       |      |                                         |                     |                        |                               |                   |
| 1                                     |      | Тодор Бурмов (1834–1906)                | 17 липня 1879       | 6 грудня 1879          | Консервативна партія          | [ 3 ] [ 4 ]       |
| 2                                     |      | єпископ Климент (1841–1906)             | 6 грудня 1879       | 7 квітня 1880          | Консервативна партія          | [ 5 ] [ 6 ]       |
| 3                                     |      | Драґан Цанков (1828–1911)               | 7 квітня 1880       | 10 грудня 1880         | Ліберальна партія             | [ 7 ] [ 8 ] [ 9 ] |
| 4                                     |      | Петко Каравелов (1843–1903)             | 10 грудня 1880      | 9 травня 1881          | Ліберальна партія             | [ 10 ] [ 11 ]     |
| 5                                     |      | Казимир Ернрот (1833–1913)              | 9 травня 1881       | 13 липня 1881          | Російська імператорська армія | [ 12 ] [ 13 ]     |
| Вакант (13 липня 1881 — 5 липня 1882) |      |                                         |                     |                        |                               |                   |
| 6                                     |      | Леонід Соболєв (1844–1913)              | 5 липня 1882        | 19 вересня 1883        | Російська імператорська армія | [ 14 ] [ 15 ]     |
| 7                                     |      | Драґан Цанков (1828–1911) (Вдруге)      | 19 вересня 1883     | 11 липня 1884          | Ліберальна партія             |                   |
| 8                                     |      | Петко Каравелов (1843–1903) (Вдруге)    | 11 липня 1884       | 21 серпня 1886         | Ліберальна партія             |                   |
| 9                                     |      | митрополит Климент (1841–1906) (Вдруге) | 21 серпня 1886      | 24 серпня 1886         | Консервативна партія          |                   |
| 10                                    |      | Петко Каравелов (1843–1903) (Втретє)    | 24 серпня 1886      | 28 серпня 1886         | Ліберальна партія             |                   |
| 11                                    |      | Васил Радославов (1854–1929)            | 28 серпня 1886      | 10 липня 1887          | Ліберальна партія             | [ 16 ] [ 17 ]     |
| 12                                    |      | Константин Стоїлов (1853–1901)          | 10 липня 1887       | 1 вересня 1887         | Консервативна партія          | [ 18 ] [ 19 ]     |
| 13                                    |      | Стефан Стамболов (1854–1895)            | 1 вересня 1887      | 31 травня 1894         | Народно-ліберальна партія     | [ 20 ]            |
| 14                                    |      | Константин Стоїлов (1853–1901) (Вдруге) | 31 травня 1894      | 30 січня 1899          | Народна партія                |                   |
| 15                                    |      | Димитр Греков (1847–1901)               | 30 січня 1899       | 13 жовтня 1899         | Безпартійний                  | [ 21 ] [ 22 ]     |
| 16                                    |      | Тодор Іванчов (1858–1906)               | 13 жовтня 1899      | 25 січня 1901          | Безпартійний                  | [ 23 ]            |
| 17                                    |      | Рачо Петров (1861–1942)                 | 25 січня 1901       | 5 березня 1901         | Безпартійний                  | [ 24 ] [ 25 ]     |
| 18                                    |      | Петко Каравелов (1843–1903) (Вчетверте) | 5 березня 1901      | 4 січня 1902           | Демократична партія           |                   |
| 19                                    |      | Стоян Данев (1858–1949)                 | 4 січня 1902        | 19 травня 1903         | Прогресивна ліберальна партія | [ 26 ]            |
| 20                                    |      | Рачо Петров (1861–1942) (Вдруге)        | 19 травня 1903      | 5 листопада 1906       | Безпартійний                  |                   |
| 21                                    |      | Димитр Петков (1858–1907)               | 5 листопада 1906    | 11 березня 1907        | Народно-ліберальна партія     | [ 27 ]            |
| 22                                    |      | Димитр Станчов (1863–1940) (в. о.)      | 12 березня 1907     | 16 березня 1907        | Безпартійний                  | [ 28 ]            |
| 23                                    |      | Петр Гудев (1863–1932)                  | 16 березня 1907     | 29 січня 1908          | Народно-ліберальна партія     | [ 29 ]            |
| 24                                    |      | Александр Малинов (1867–1938)           | 29 січня 1908       | 5 жовтня 1908          | Демократична партія           | [ 28 ]            |

## Болгарське царство (1908–1946)
Третє болгарське царство існувало у період від проголошення незалежності 1908 року до ліквідації монархії 1946 року. Відповідно до Тирновської конституції, держава була конституційною монархією, главою якої був цар. Також передбачалось колективне регентство у разі недієздатності царя. Такий прецедент стався за часів малолітства царя Симеона II.
Представництво за політичними партіями:
| Демократична партія | Військовики | Народна партія | Ліберальна партія (Радославіст) | Прогресивна ліберальна партія | Землеробський народний союз | Демократична змова | Ланка | Безпартійні |

| #                               | Фото | Ім'я                                   | Початок повноважень | Завершення повноважень | Партія                                  | Примітки      |
| ------------------------------- | ---- | -------------------------------------- | ------------------- | ---------------------- | --------------------------------------- | ------------- |
| Голова Ради міністрів 1908—1946 |      |                                        |                     |                        |                                         |               |
| 24                              |      | Александр Малинов (1867–1938)          | 5 жовтня 1908       | 29 березня 1911        | Демократична партія                     |               |
| 25                              |      | Іван Гешов (1849–1924)                 | 29 березня 1911     | 14 червня 1913         | Народна партія                          | [ 30 ]        |
| 26                              |      | Стоян Данев (1858–1949) (Вдруге)       | 14 червня 1913      | 17 липня 1913          | Прогресивна ліберальна партія           |               |
| 27                              |      | Васил Радославов (1854–1929) (Вдруге)  | 17 липня 1913       | 21 червня 1918         | Ліберальна партія                       |               |
| 28                              |      | Александр Малинов (1867–1938) (Вдруге) | 21 червня 1918      | 28 листопада 1918      | Демократична партія                     |               |
| 29                              |      | Теодор Теодоров (1859–1924)            | 28 листопада 1918   | 6 жовтня 1919          | Народна партія                          | [ 31 ]        |
| 30                              |      | Александр Стамболійський (1879–1923)   | 6 жовтня 1919       | 9 червня 1923          | Болгарський землеробський народний союз | [ 32 ] [ 33 ] |
| 31                              |      | Александр Цанков (1879–1959)           | 9 червня 1923       | 4 січня 1926           | Демократична змова                      | [ 28 ]        |
| 32                              |      | Андрій Ляпчев (1866–1933)              | 4 січня 1926        | 29 червня 1931         | Демократична змова                      | [ 34 ]        |
| 33                              |      | Александр Малинов (1867–1938) (Втретє) | 29 червня 1931      | 12 жовтня 1931         | Демократична партія                     |               |
| 34                              |      | Нікола Мушанов (1872–1951)             | 12 жовтня 1931      | 19 травня 1934         | Демократична партія                     | [ 35 ] [ 28 ] |
| 35                              |      | Кімон Георгієв (1882–1969)             | 19 травня 1934      | 22 січня 1935          | Безпартійний                            | [ 36 ] [ 37 ] |
| 36                              |      | Пенчо Златев (1881–1948)               | 22 січня 1935       | 21 квітня 1935         | Безпартійний                            | [ 28 ]        |
| 37                              |      | Андрей Тошев (1867–1944)               | 21 квітня 1935      | 23 листопада 1935      | Безпартійний                            | [ 28 ]        |
| 38                              |      | Георгій Кесеіванов (1884–1960)         | 23 листопада 1935   | 16 лютого 1940         | Безпартійний                            | [ 38 ]        |
| 39                              |      | Богдан Філов (1883–1945)               | 16 лютого 1940      | 9 вересня 1943         | Безпартійний                            | [ 39 ]        |
| -                               |      | Петр Габровський (1898–1947) (в. о.)   | 9 вересня 1943      | 14 вересня 1943        | Безпартійний                            | [ 28 ]        |
| 40                              |      | Добри Божилов (1884–1945)              | 14 вересня 1943     | 1 червня 1944          | Безпартійний                            | [ 40 ]        |
| 41                              |      | Іван Багрянов (1891–1945)              | 1 червня 1944       | 2 вересня 1944         | Безпартійний                            | [ 41 ] [ 28 ] |
| 42                              |      | Константин Муравієв (1893–1965)        | 2 вересня 1944      | 9 вересня 1944         | Болгарський землеробський народний союз | [ 28 ]        |
| 43                              |      | Кімон Георгієв (1882–1969) (Вдруге)    | 9 вересня 1944      | 23 листопада 1946      | Звено                                   |               |

## Народна Республіка Болгарія(1946–1990)
Народна Республіка Болгарія — офіційна назва Болгарської республіки у 1946–1990 роках, коли вона перебувала під владою Болгарської комуністичної партії (БКП). Тоді Болгарія була членом Варшавського блоку та РЕВ. Водночас у країні існувала посада президента, хоча фактично керував генеральний секретар ЦК БКП. Голова Ради міністрів вважався третьою особою в країні.
Представництво за політичними партіями:
| Комуністична партія | Соціалістична партія |

| #                               | Фото | Ім'я                         | Початок повноважень | Завершення повноважень | Партія                          | Примітки      |
| ------------------------------- | ---- | ---------------------------- | ------------------- | ---------------------- | ------------------------------- | ------------- |
| Голова Ради міністрів 1946—1990 |      |                              |                     |                        |                                 |               |
| 44                              |      | Георгій Димитров (1882–1949) | 23 листопада 1946   | 2 липня 1949           | Болгарська комуністична партія  | [ 42 ]        |
| 45                              |      | Васил Коларов (1877–1950)    | 2 липня 1949        | 23 січня 1950          | Болгарська комуністична партія  | [ 43 ] [ 44 ] |
| 46                              |      | Вилко Червенков (1900–1980)  | 3 лютого 1950       | 17 квітня 1956         | Болгарська комуністична партія  | [ 45 ]        |
| 47                              |      | Антон Югов (1904–1991)       | 17 квітня 1956      | 19 листопада 1962      | Болгарська комуністична партія  | [ 28 ]        |
| 48                              |      | Тодор Живков (1911–1998)     | 19 листопада 1962   | 7 липня 1971           | Болгарська комуністична партія  | [ 46 ]        |
| 49                              |      | Станко Тодоров (1920–1996)   | 7 липня 1971        | 16 червня 1981         | Болгарська комуністична партія  | [ 47 ] [ 48 ] |
| 50                              |      | Гриша Філіпов (1919–1994)    | 16 червня 1981      | 21 березня 1986        | Болгарська комуністична партія  | [ 28 ]        |
| 51                              |      | Георгій Атанасов (нар. 1933) | 21 березня 1986     | 3 лютого 1990          | Болгарська комуністична партія  | [ 28 ]        |
| 52                              |      | Андрій Луканов (1938–1996)   | 3 лютого 1990       | 7 грудня 1990          | Болгарська соціалістична партія | [ 49 ]        |

Станко Тодоров займав пост голови Ради міністрів упродовж неповних десяти років поспіль. На теперішній час це є рекордом для посади голови уряду в Болгарії.

## Республіка Болгарія(1990—теперішній час)
Відповідно до чинної конституції, прем'єр-міністр є головою уряду Болгарії, призначається та звільняється з посади відповідним рішенням Народних зборів.
Представництво за політичними партіями:
| Союз демократичних сил | Соціалістична партія | Національний рух за стабільність і підйом | Громадяни за європейський розвиток Болгарії | Безпартійні |

| Продовжуємо зміни |

| #                               | Фото | Ім'я                                      | Початок повноважень | Завершення повноважень | Партія                          | Примітки             |
| ------------------------------- | ---- | ----------------------------------------- | ------------------- | ---------------------- | ------------------------------- | -------------------- |
| Голова Ради міністрів 1990—1991 |      |                                           |                     |                        |                                 |                      |
| 53                              |      | Димитр Попов (нар. 1927)                  | 7 грудня 1990       | 8 листопада 1991       | Безпартійний                    | [ 28 ]               |
| Прем'єр-міністр з 1991          |      |                                           |                     |                        |                                 |                      |
| 54                              |      | Філіп Димитров (нар. 1955)                | 8 листопада 1991    | 30 грудня 1992         | Союз демократичних сил          | [ 50 ] [ 51 ]        |
| 55                              |      | Любен Беров (1925–2006)                   | 30 грудня 1992      | 17 жовтня 1994         | Безпартійний                    | [ 28 ]               |
| 56                              |      | Ренета Інджова (нар. 1953) (в. о.)        | 17 жовтня 1994      | 25 січня 1995          | Безпартійний                    | [ 52 ] [ 28 ]        |
| 57                              |      | Жан Виденов (нар. 1959)                   | 25 січня 1995       | 13 лютого 1997         | Болгарська соціалістична партія | [ 53 ]               |
| 58                              |      | Стефан Софіянський (нар. 1951) (в. о.)    | 13 лютого 1997      | 21 травня 1997         | Союз демократичних сил          | [ 54 ] [ 55 ]        |
| 59                              |      | Іван Костов (нар. 1949)                   | 21 травня 1997      | 24 липня 2001          | Союз демократичних сил          | [ 56 ] [ 57 ]        |
| 60                              |      | Симеон Саксен-Кобург-Готський (нар. 1937) | 24 липня 2001       | 17 серпня 2005         | Національний рух «Симеон II»    | [ 58 ] [ 59 ]        |
| 61                              |      | Сергій Станішев (нар. 1966)               | 17 серпня 2005      | 27 липня 2009          | Болгарська соціалістична партія | [ 60 ] [ 61 ]        |
| 62                              |      | Бойко Борисов (нар. 1959)                 | 27 липня 2009       | 20 лютого 2013         | ГЕРБ                            | [ 62 ] [ 63 ]        |
| 63                              |      | Марін Райков (нар. 1960) (в.о.)           | 13 березня 2013     | 29 травня 2013         | Безпартійний                    |                      |
| 64                              |      | Пламен Орешарські (нар. 1960)             | 29 травня 2013      | 6 серпня 2014          | Безпартійний                    | [ 64 ]               |
| 65                              |      | Георгі Блізнашкі (нар. 1956)              | 6 серпня 2014       | 6 листопада 2014       | Безпартійний                    |                      |
| 66                              |      | Бойко Борисов (нар. 1959)                 | 6 листопада 2014    | 27 січня 2017          | ГЕРБ                            |                      |
| 67                              |      | Огнян Герджиков (нар. 1946)               | 27 січня 2017       | 4 травня 2017          | Безпартійний                    |                      |
| 68                              |      | Бойко Борисов (нар. 1959)                 | 4 травня 2017       | 12 травня 2021         | ГЄРБ                            |                      |
| 69                              |      | Стефан Янев (нар. 1960)                   | 12 травня 2021      | 13 грудня 2021         | Безпартійний                    |                      |
| 70                              |      | Кирил Петков (нар. 1980)                  | 13 грудня 2021      | 2 серпня 2022          | Продовжуємо зміни               | [ 65 ]               |
| 71                              |      | Гилиб Донев (нар. 1967)                   | 2 серпня 2022       | 6 червня 2023          | Безпартійний                    | [ 66 ]               |
| 72                              |      | Николай Денков (нар. 1962)                | 6 червня 2023       | 9 квітня 2024          | Продовжуємо зміни               | [ 67 ]               |
| 73                              |      | Димитр Главчев (нар. 1961)                | 9 квітня 2024       | 16 січня 2025          | Безпартійний                    | [ 68 ] [ 69 ] [ 70 ] |
| 74                              |      | Росен Желязков (нар. 1968)                | 16 січня 2025       |                        | ГЄРБ                            | [ 71 ]               |

Нині Ренета Інджова — єдина жінка, яка колись очолювала уряд Болгарії.